# 象鼻杯
象鼻杯（象鼻盃、ぞうびはい）とは、ハスの葉を酒杯に仕立てたものである。蓮の葉と茎がつながる部分に穴を空け、その蓮の葉を漏斗状にして高く掲げ、そこにお酒を注いで飲むものである。その様子が象の鼻に似ることから「象鼻杯」と称された。「碧筒杯（へきとうはい）」「荷葉杯」「象鼻杯席（象鼻盃席、ぞうびはいせき）」ともいう。江戸時代後期に編纂された『古今要覧稿』にも記述があり、日本にも伝わったようである。現代でも、ハスのある庭園などで季節行事として象鼻杯を催しているところがある。
ハスを用いて飲む酒は「蓮酒」とも呼ばれる。